# Tell Aristide Frédéric Antoine Chapel
Tell Aristide Frédéric Antoine Chapel, né à Conliège le 1er juillet 1849 et mort à Paris le 11 août 1932, est un général de division français dont le nom est associé à la Première Guerre mondiale.

## Biographie
Polytechnicien (1869), élève sous-lieutenant le 21 septembre 1870, placé à l’État-major particulier de l’artillerie du 19e Régiment d’Artillerie, après la guerre contre l’Allemagne en 1870 et l’armée de Versailles de mars 1871 à juin 1871 il entre à l’École d’Application du génie et de l’artillerie comme lieutenant en seconde le 1er octobre 1872. Adjoint à la manufacture d’armes de Saint Étienne, il est admis le 5 mai 1876 aux cours d’enseignement Supérieur de l'école de Guerre, breveté en décembre 1877. Il devient en 1880, professeur adjoint d’artillerie à l’École Spéciale Militaire de Saint Cyr.
Promu Général de brigade en 1904, il est chef du cabinet militaire du Ministère de la Guerre en 1905-1906 et commande l'artillerie de la place des forts de Paris de 1908 à 1912. Il est nommé Général de division en 1914. 
Il est connu pour son invention d'un projectile discoïde revenant sur lui-même, invention qui a inspiré Jules Verne pour le Fulgurateur Roch de son roman Face au drapeau. Jules Verne le mentionne d'ailleurs au chapitre XVII,. 

### Grades
- sous-lieutenant le 21 septembre 1870
- lieutenant en seconde le 1er octobre 1872.
- capitaine en seconde le 16 mars 1876.
- Capitaine en premier le 21 août 1880 et en novembre 1889 grade de chef d’escadron
- lieutenant colonel le 9 mars 1897
- colonel le 30 décembre 1900
- Nommé le 30/03/1904: général de brigade
- Promu le 23/03/1908: général de division

### Postes
- 30/03/1904: commandant de la 8e Brigade d'Infanterie et des subdivisions de région de Saint-Quentin et de Laon
- 08/07/1904: commandant de la 20e Brigade d'Infanterie
- 13/11/1905: en disponibilité
- 18/12/1905: chef du cabinet militaire du ministre de la Guerre
- 17/01/1906: membre du Comité technique d'État-Major
- 24/10/1906: chef d'état-major du gouvernement militaire de Paris
- 11/05/1908: commandant de l'Artillerie de la place et des forts de Paris
- 22/01/1909: commandant de la  7e Division d'Infanterie
- 09/04/1912: commandant de l'Artillerie de la place et des forts de Paris
- 01/02/1914: en disponibilité. N'a pas reçu de commandement au front.
- 01/07/1914: placé dans la section de réserve.
- 02/08/1914: commandant de la  85e Division d'Infanterie Territoriale
- 09/08/1914: commandant du secteur Est du camp retranché de Paris
- 18/03/1915: adjoint au commandant de la  8e Région
- 19/12/1916: replacé dans la section de réserve.

## Décorations

### Décorations françaises
- Grand officier de la Légion d'honneur (décret du 30 décembre 1911)[3]
  -  Commandeur de la Légion d'honneur (décret du 13 mars 1906)
  -  Officier de la Légion d'honneur (décret du 11 juillet 1900)
  -  Chevalier de la Légion d'honneur (décret du 5 juillet 1887)
- Croix de Guerre 1914-1918
- Officier de l'Instruction publique (décret du 29 janvier 1906)
  -  Chevalier de l'Instruction publique (décret du 29 décembre 1888)
- Officier du Mérite Agricole (décret du 26 janvier 1906)
- Médaille interalliée 1914-1918
- Médaille commémorative de la guerre 1870-1871
- Médaille commémorative de la guerre 1914-1918

### Décorations étrangères
- Commandeur de l’Étoile d’Anjouan (décret du 28 avril 1902) ( France /  Comores)